# Tengku Hassanal Ibrahim
Tengku Hassan al-Ibrahim Alam Shah bin Tengku Mahkota Tengku ‘Abdu’llah (in jawi تڠكو حسن الإبراهيم عالم شاه ابن السلطان عبدﷲ رعاية الدين المصطفى بالله شاه; Kuantan, 17 settembre 1995) è un principe malese, Tengku Mahkota di Pahang dal 29 gennaio 2019 e principe reggente dal 31 gennaio 2019 al 31 gennaio 2024.

## Primi anni di vita
Tengku Hassanal è nato al Tengku Ampuan Afzan Hospital di Kuantan il 20 ottobre 1992 ed è il secondo figlio del sultano Abdullah di Pahang e di sua moglie Tunku Azizah Aminah Maimunah. Il suo fratello maggiore, Tengku Ahmad Iskandar Shah, è morto subito dopo la nascita.
Secondo sua madre, Tengku Hassanal ha preso il nome da suo padre, conosciuto con il soprannome di "Alam". È il nipote dei sultani Iskandar di Johor e Ahmad Shah di Pahang. Suo zio materno è l'attuale sultano Ibrahim Iskandar di Johor. È anche cugino di primo grado di Tunku Ismail Idris, attuale Tunku Mahkota di Johor.

## Istruzione
Ha iniziato la sua formazione presso Sekolah Rendah Kebangsaan St. Thomas a Kuantan e ha completato gli studi secondari presso la Caldicott School e la Sherbone School, nel Regno Unito. Si è poi iscritto all'Università di Nottingham e ha proseguito gli studi presso la Scuola di diplomazia e relazioni internazionali di Ginevra dove ha conseguito la laurea in relazioni internazionali.

## Tengku Panglima Besar Pahang
Il 18 giugno 2018 suo nonno lo ha nominato Tengku Panglima Besar di Pahang.

## Carriera militare
In qualità di erede al trono di Pahang, nel 2019 Tengku Hassanal ha seguito un corso di addestramento militare della durata di 44 settimane presso la Reale accademia militare di Sandhurst. Il 13 dicembre 2019 si è laureato con altri 242 ufficiali cadetti alla Sovereign's Parade di Sandhurst alla presenza della principessa Sophie, contessa di Wessex, rappresentante della regina Elisabetta II.
Il 21 gennaio 2020, a Tengku Hassanal e suo fratello Tengku Amir Nasser Ibrahim, sono stati conferiti i gradi rispettivamente di sottotenente e tenente colonnello.
Dopo aver completato l'addestramento militare è stato assegnato alla 4ª brigata meccanizzata del 12º battaglione del reggimento reale malese con sede a Pahang.

## Tengku Mahkota di Pahang
Tengku Hassanal è stato proclamato Tengku Mahkota di Pahang e Pemangku Raja Pahang il 29 gennaio 2019. Attualmente è reggente del sultanato in quanto il padre ricopre l'ufficio di Yang di-Pertuan Agong.
La cerimonia di proclamazione si è svolta al Balairung Seri dell'Istana Abu Bakar di Pekan. Ha prestato giuramento di fedeltà davanti ai suoi genitori, alla famiglia e ai dignitari statali. Due giorni dopo i genitori partirono per Kuala Lumpur per assumere gli uffici di Yang di-Pertuan Agong e Raja Permaisuri Agong.
Il suo primo incarico ufficiale come reggente di Pahang è stato quello rappresentare lo Stato alla cerimonia del giuramento di suo padre, il sultano Abdullah, come XVI Yang di-Pertuan Agong della Malesia il 31 gennaio 2019. È stato anche il rappresentante di Pahang presso la cerimonia di investitura del genitore svoltasi il 30 luglio 2019.

## Personalità
Tengku Hassanal segue le orme di suo padre e suo nonno nello stabilire rapporti buoni e sempre più stretti con le persone che vivono in tutto il sultanato di Pahang. Oltre alla sua personalità umile e amichevole, Tengku Hassanal è anche appassionato all'apprendimento e alla comprensione delle condizioni e dei problemi della sua gente. Viaggia spesso nel sultanato per essere a contatto con la gente.